# Eisuke Fujishima
Eisuke Fujishima (藤嶋 栄介 Fujishima Eisuke?), född 31 januari 1992 i Kumamoto prefektur, är en japansk fotbollsspelare.
Fujishima började sin karriär 2013 i Sagan Tosu. Efter Sagan Tosu spelade han för JEF United Chiba, Matsumoto Yamaga FC, Renofa Yamaguchi FC och Kawasaki Frontale.